# Ocle Pychard
Ocle Pychard – wieś i civil parish w Anglii, w hrabstwie Herefordshire. W 2011 civil parish liczyła 351 mieszkańców. Ocle Pychard jest wspomniana w Domesday Book (1086) jako Acle.